# Strabag Prague Open 2011
Lo Strabag Prague Open 2011 è stato un torneo professionistico maschile e femminile di tennis giocato sulla terra rossa. Il torneo maschile faceva parte del circuito Challenger nell'ambito dell'ATP Challenger Tour 2011, con un montepremi di 85.000 €. Il torneo femminile era invece parte del circuito ITF nell'ambito dell'ITF Women's Circuit 2011, con un montepremi di 50.000 $. Si è giocato sui campi dell'I. Český lawn–tenisový klub sull'isola di Štvanjce a Praga in Repubblica Ceca, dal 2 all'8 maggio 2011.

## Partecipanti ATP

### Teste di serie
| Nazionalità | Giocatore          | Ranking* | Testa di serie |
| ----------- | ------------------ | -------- | -------------- |
| Francia     | Jérémy Chardy      | 53       | 1              |
| Bulgaria    | Grigor Dimitrov    | 69       | 2              |
| Francia     | Julien Benneteau   | 83       | 3              |
| Germania    | Matthias Bachinger | 96       | 4              |
| Rep. Ceca   | Jan Hájek          | 98       | 5              |
| Francia     | Florent Serra      | 100      | 6              |
| Portogallo  | Rui Machado        | 102      | 7              |
| Stati Uniti | Alex Bogomolov Jr. | 104      | 8              |

- Rankings al 25 aprile 2011.

### Altri partecipanti
Giocatori che hanno ricevuto una wild card:
- Jan Blecha
- Tiago Fernandes
- Fernando González
- Jiří Veselý

Giocatori che hanno ricevuto uno special exempt per entrare nel tabellone principale:
- Ádám Kellner
- Stéphane Robert

Giocatori passati dalle qualificazioni:
- Dennis Blömke
- Aljaksandr Bury
- Nicolas Devilder
- James Lemke

## Partecipanti WTA

### Teste di serie
| Nazionalità | Giocatrice               | Ranking* | Testa di serie |
| ----------- | ------------------------ | -------- | -------------- |
| Rep. Ceca   | Lucie Hradecká           | 66       | 1              |
| Italia      | Romina Oprandi           | 92       | 2              |
| Rep. Ceca   | Andrea Hlaváčková        | 94       | 3              |
| Austria     | Patricia Mayr-Achleitner | 97       | 4              |
| Austria     | Yvonne Meusburger        | 119      | 5              |
| Giappone    | Misaki Doi               | 124      | 6              |
| Ucraina     | Lesja Curenko            | 128      | 7              |
| Germania    | Sabine Lisicki           | 132      | 8              |

- Rankings al 25 aprile 2011.

### Altre partecipanti
Giocatrici che hanno ricevuto una wild card:
- Gesa Focke
- Tereza Hejlová
- Karolína Plíšková
- Krystina Plíšková

Giocatrici passate dalle qualificazioni:
- Jana Čepelová
- Lenka Juríková
- Paula Ormaechea
- Arina Rodionova
- Ana-Clara Duarte (lucky loser)

## Campioni

### Singolare maschile
Lukáš Rosol  ha battuto in finale  Alex Bogomolov Jr. con il punteggio di 7–6(1), 5–2 rit.

### Singolare femminile
Lucie Hradecká ha battuto in finale  Paula Ormaechea con il punteggio di 4–6, 6–3, 6–2

### Doppio maschile
František Čermák /  Lukáš Rosol hanno battuto in finale  Christopher Kas /  Alexander Peya con il punteggio di 6–3, 6–4

### Doppio femminile
Dar'ja Kustova /  Arina Rodionova hanno battuto in finale  Ol'ga Savčuk /  Lesya Tsurenko con il punteggio di 2–6, 6–1, [10–7]